# Saussurea depsangensis
Saussurea depsangensis là một loài thực vật có hoa trong họ Cúc. Loài này được Pamp. miêu tả khoa học đầu tiên năm 1934.